# Aandrijfriem
| Riemaandrijving op een Clément-motorfiets uit 1908. De ketting diende voor het "aanfietsen" |
| Leren aandrijfriem aan elektromotor                                                         |
| Kinderarbeid bij drijfriemen in een 19e-eeuwse fabriek                                      |

Een aandrijfriem is een type vermogensoverbrenging. Een of meer riemschijven kunnen aangedreven worden door een of meer aandrijfschijven. Riemen produceren weinig trillingen en stoten, en aldus weinig lawaai. Ze zijn bruikbaar voor grote asafstanden en er is weinig smering nodig.
Riemen zijn echter niet geschikt voor synchrone aandrijvingen (de slip), behalve bij het gebruik van getande riemen.
Vroeger werden leren riemen gebruikt, wegens hun hoge wrijvingscoëfficiënt. Een lange reep leer werd aan de einden voorzien van speciale krammen, in de bankschroef met een riemverbinder. Die krammen schoven in elkaar en daar werd een pees doorheen geschoven om er een rondgaande riem van te maken. Als de riem doorslipte werd met een blok speciale hars al draaiende de binnenkant de riem weer stroef gemaakt. Vooral in de tijd van de stoomaandrijving, waarbij een groot aantal machines gebruik maakte van één enkele krachtbron, werden de drijfriemen veelvuldig toegepast. Er was zelfs een industrietak die deze riemen maakte. Berucht waren de drijfriemen voor hun onveiligheid. Aanvankelijk werden ze niet afgeschermd, en ook konden ze breken, waarbij delen van de riem met kracht de fabriekshal in werden geslingerd.
Geleidelijk aan kregen de drijfriemen andere functies. Ze dienden veeleer voor de overdracht van decentraal opgestelde krachtbronnen als elektromotoren, en voor het overbrengen van bescheiden vermogens in machines en apparaten. In het laatste geval wordt soms wel van snaren gesproken. Ook de materialen veranderden. Meer en meer werden rubber- en later ook kunststofriemen gebruikt (nylon en perlon), en ook samengestelde riemen, bestaande uit een laag leder (goede wrijvingseigenschappen), een laag kunststof (hoge sterkte) en een textiel (canvas) afdekking.

## Typen
- platte riemen
- getande riemen
- V-riemen, met een hogere wrijving, maar een onconventionele vorm
- micro-V-riemen, platte V-riemen

## Riemverbinders

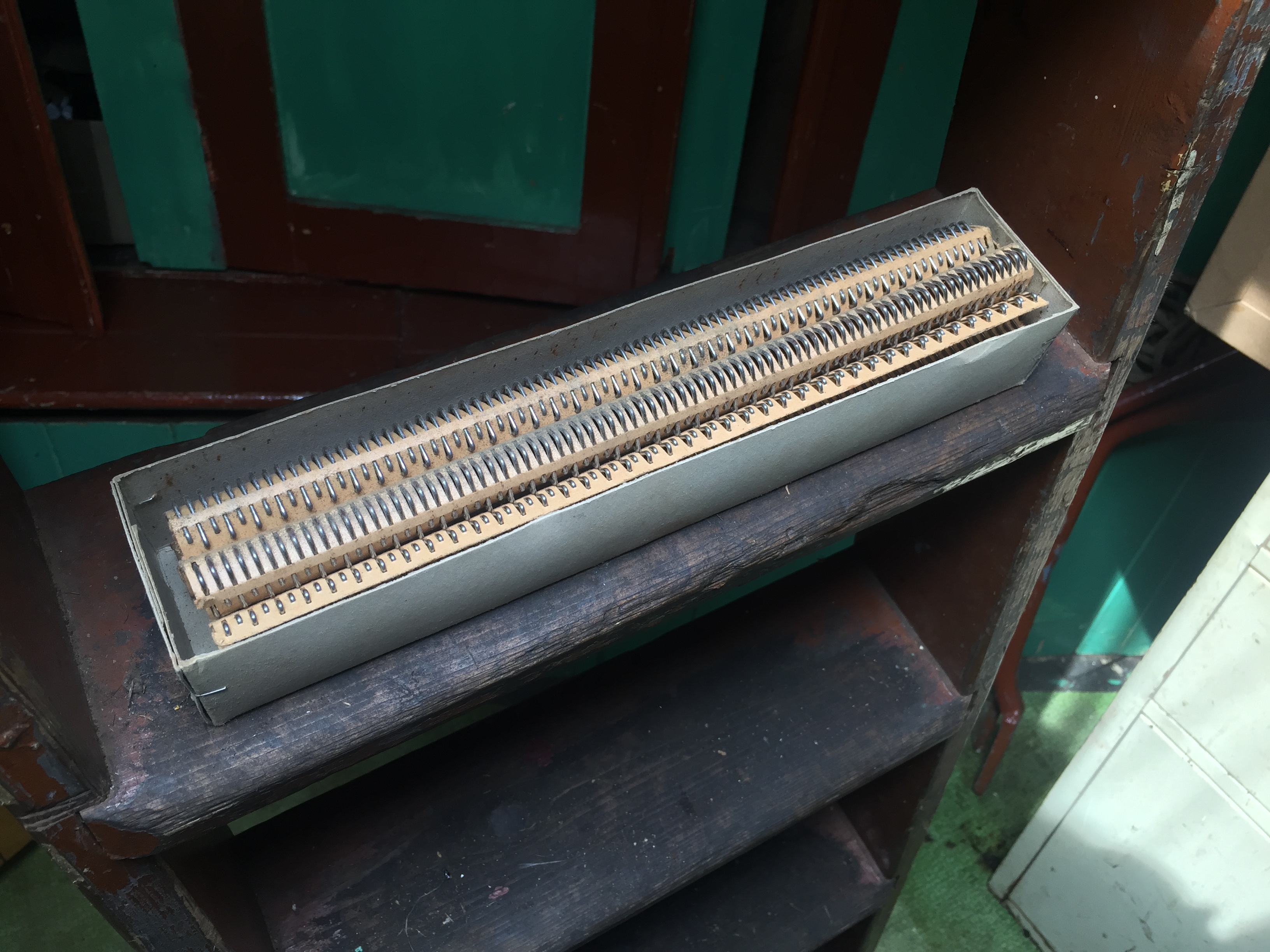
Riemverbinders voor platte leren riemen
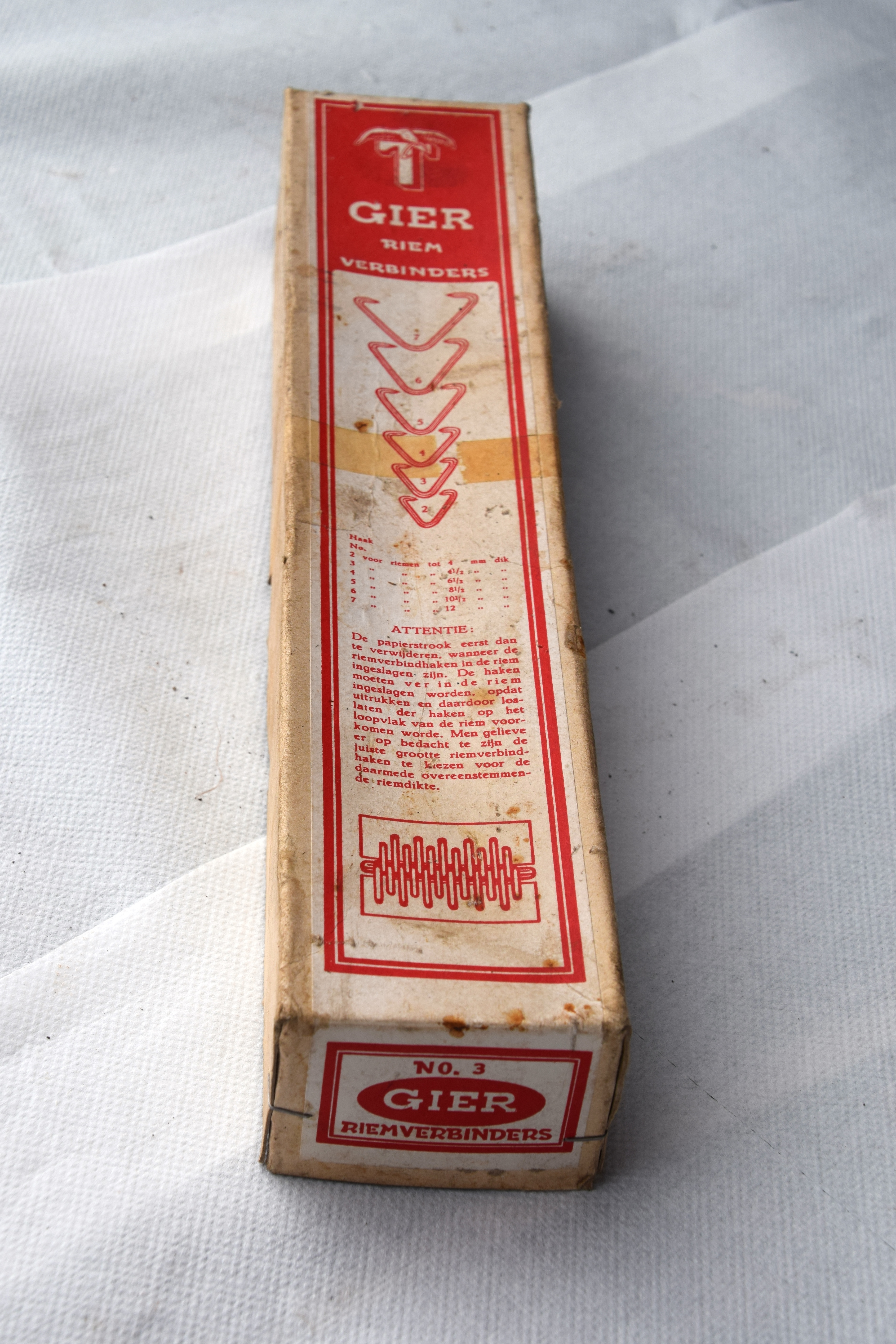
Doos zulke riemverbinders van klassieke leverancier
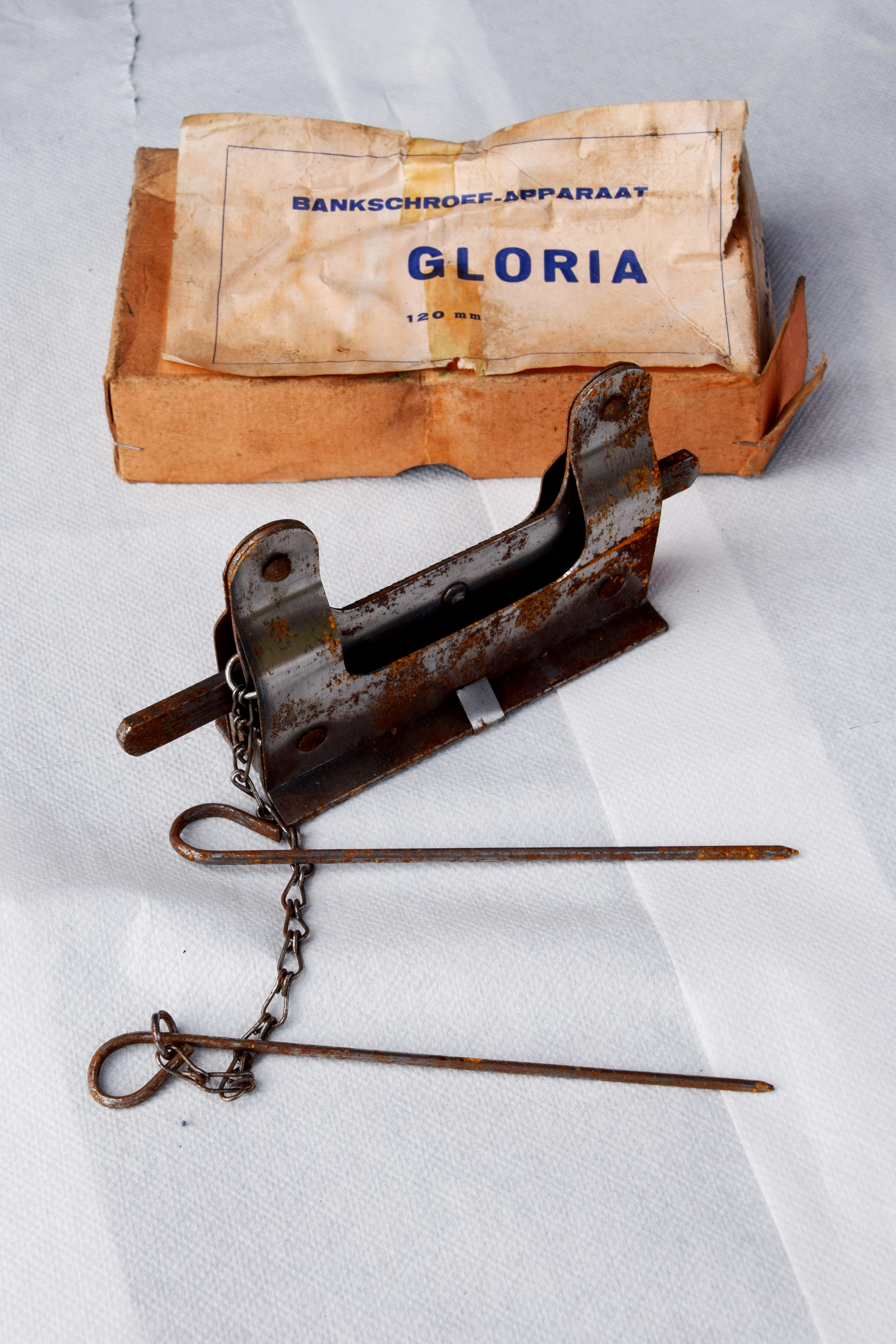
Bankschroef-apparaat voor riemverbinders
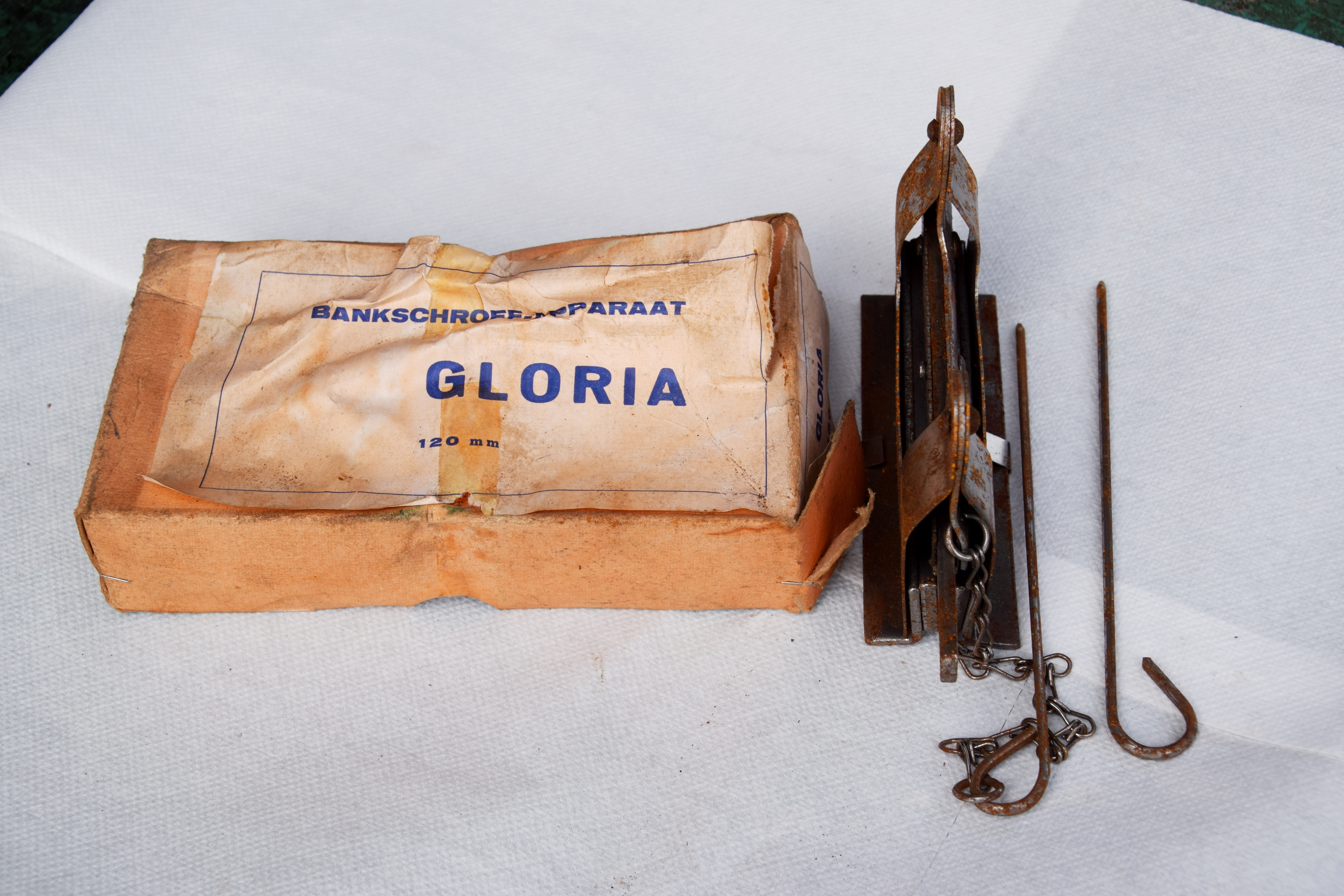
Bankschroef-apparaat voor riemverbinders